# Los Olimareños
Los Olimareños fue un dúo de canto popular uruguayo formado por Pepe Guerra y Braulio López en 1960. Tuvo una extensa trayectoria internacional y una prolífica producción discográfica de 44 fonogramas, grabados en Uruguay —aproximadamente la mitad— y en Argentina, México, España, Costa Rica, Venezuela y Ecuador.

## Comienzos artísticos

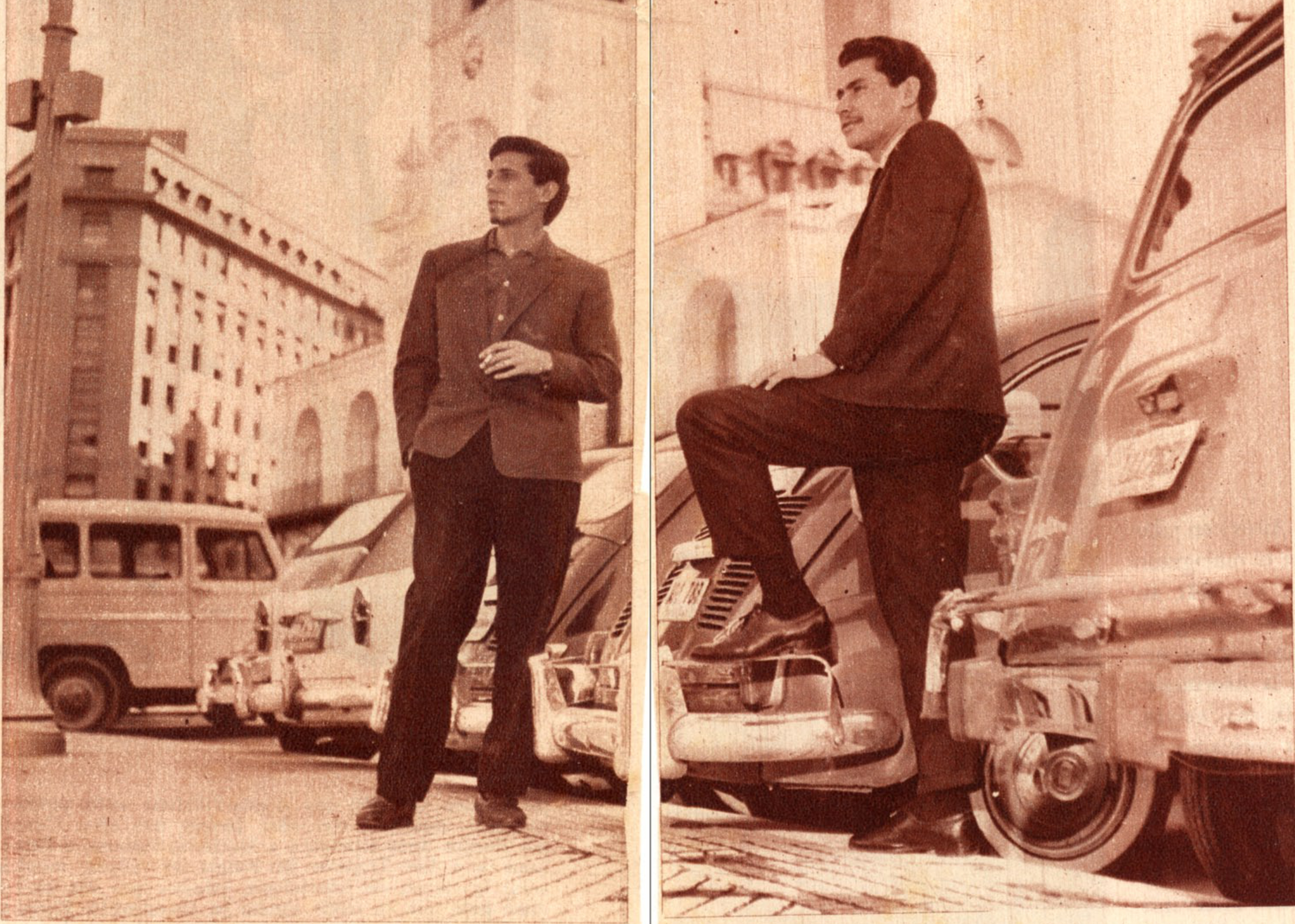
Los Olimareños en 1965.

El nombre del dúo tiene relación con el hecho de haberse gestado en la ciudad de Treinta y Tres (Uruguay), a orillas del río Olimar. El dúo nació en 1960, cuando ambos se encontraron cantando en una fiesta que tuvo lugar en una estancia de Treinta y Tres (CW 45 Difusora 33 en la fonoplatea). En los comienzos, Pepe Guerra tocaba la guitarra y Braulio López el bombo legüero. Posteriormente, Braulio dejó el bombo por la guitarra. Con su primer repertorio de artistas locales, les fue cedido un espacio en una radio de Treinta y Tres y una comisión le regaló una guitarra a Pepe Guerra y un bombo a Braulio López. Luego, firmaron su primer contrato con una radio de Melo, donde estuvieron quince días.
Por intermedio de Oscar «Laucha» Prieto conocieron a Rubén Lena, quien luego sería una de las principales referencias del dúo.  En 1962 Lena les hizo una carta de recomendación para presentarse en la radio El Espectador, de Montevideo, donde al cabo de algunas pruebas les cedieron un espacio en la fonoplatea, que tenía una repercusión importante. La fonoplatea se llenaba cuando el dúo se presentaba, lo que motivó que les fuera renovado el contrato por otro ciclo de quince días. En ese mismo año se presentaron también en otros programas radiales como Discodromo y La Peña de los Periodistas. Los primeros éxitos fueron «A Don José», «Orejano» y «De cojinillo».
En 1964 actuaron fuera del país, en Mendoza, Argentina, en la Fiesta Nacional de la Vendimia, ante 70 000 personas. En 1966 viajaron a Chile para realizar un ciclo televisivo y en 1967 emprendieron una gira mundial por Centroamérica, Checoslovaquia, Francia, Suiza y España.
Fueron una bisagra entre la generación de músicos populares que se había iniciado a mediados de la década de 1950, con artistas como Amalia de la Vega, Los Carreteros y otros jóvenes como Daniel Viglietti, que empezaron a hacer música en la década siguiente.
En los años sesenta, fueron parte del primer movimiento del canto popular uruguayo, junto a Alfredo Zitarrosa, el mencionado Viglietti, José Carbajal y Numa Moraes, entre otros.

## Estilo musical
Su primer repertorio —cuando Braulio tocaba el bombo legüero— estaba basado casi en su totalidad de ritmos argentinos: zambas, chacareras, carnavalitos, etc.
Gran parte de su repertorio se basa en la obra de los compositores Rubén Lena y Víctor Lima. De Lena adoptaron además un ritmo nuevo, la serranera. Los Olimareños rescataron la tradición rural y el hablar del hombre de campo a través del folklore, pero también su música integraba muy variadas influencias, incluyendo géneros musicales que no eran considerados folclóricos, como la murga, el tango y el candombe. Asimismo, también interpretaron la canción latinoamericana, especialmente el repertorio venezolano.
Fueron los primeros en grabar candombe en guitarra, forma que fueron perfeccionando posteriormente. Lo hicieron por primera vez en la canción «Candombe Mulato», de Víctor Lima, incluida en el LP Nuestra razón (1969). Con las canciones «Al Paco Bilbao», de Rubén Lena, y «A mi gente», de José Carbajal, incluidas en el disco Cielito del 69 (1970) fueron los primeros en incluir una batería de murga en la música de Uruguay fuera del carnaval. Al año siguiente dieron un nuevo paso en ese sentido con el disco temático Todos detrás de Momo. Amplificaron también el repertorio de varios artistas locales como: Alán Gómez, Marcos Velásquez, Pancho Viera, José Carbajal, Aníbal Sampayo, Numa Moraes, entre otros.

## Prohibición y exilio
En 1973 ocurrió el golpe de Estado en Uruguay y dio inicio a la dictadura cívico militar (1973-1985). A través de la censura del gobierno de facto, en 1974 les fue comunicado la prohibición de la difusión de su producción artística en el país. En 1976 Braulio López emprendió el exilio hacia Córdoba, Argentina. Allí lo detuvieron en marzo de 1976 y estuvo preso hasta marzo de 1977. El motivo había sido la divulgación de canciones de protesta —dentro del régimen dictatorial que imperaba en Argentina— como Cielo del 69, Los dos gallos y Hasta siempre. Luego, Braulio se fue a España. En tanto, Pepe Guerra decidió emprender el viaje a España y encontrarse con Braulio.

## Retorno a Uruguay
Regresaron a Uruguay el 18 de mayo de 1984 y fueron recibidos por cerca de un millar de personas en el Aeropuerto Internacional de Carrasco. Cantaron en el Estadio Centenario, bajo una fuerte lluvia, para unas 50 000 personas, después de 10 años de silencio.
En 1990 el dúo decidió separarse, comenzando cada uno carreras como intérpretes solistas.

## Regreso
En 2009 se reencontraron para tocar en el Estadio Centenario, ante 18 000 espectadores, en conmemoración de los 25 años de aquel recital en el estadio a la vuelta del exilio. El concierto quedó registrado en CD y DVD. Debido a la gran demanda de entradas, el dúo acordó realizar otro concierto al día siguiente. Ese mes fueron declarados ciudadanos ilustres de Montevideo.
Luego de estos dos conciertos, se acordó un tercer concierto que se dio el 12 de junio de 2009 en el Luna Park de Buenos Aires. Posteriormente, realizaron un cuarto recital, el 15 de agosto de 2009 en el estadio Orfeo de la ciudad argentina de Córdoba, ante 10 000 espectadores.
El marzo del 2010, Los Olimareños dieron un concierto en los festejos de la asunción del presidente José Mujica.
En enero de 2012, el dúo tocó en los festejos del centenario del balneario de Atlántida.
En marzo de 2019, Los Olimareños realizaron un concierto en la Antel Arena. Un mes después se presentaron en la Semana de la Cerveza en Paysandú.

## Discografía
- Véase: Anexo:Discografía de Los Olimareños